# Wellington Regional Stadium
O Wellington Regional Stadium (ou Sky Stadium devido a direitos de nome) é um estádio na cidade de Wellington na Nova Zelândia, com capacidade para 34.500 pessoas sendo o segundo maior do país, foi inaugurado em 3 de janeiro de 2000 em substituição ao Athletic Park.
O estádio é a casa do Wellington Lions e do Hurricanes de rugby, do time de futebol Wellington Phoenix FC da A-League, do Wellington Firebirds de cricket, tendo também hospedado jogos do St Kilda o estádio também foi uma das sedes da Copa do Mundo de Rugby de 2011 e da Copa do Mundo de Futebol Feminino de 2023.